# Ganoderma lucidum

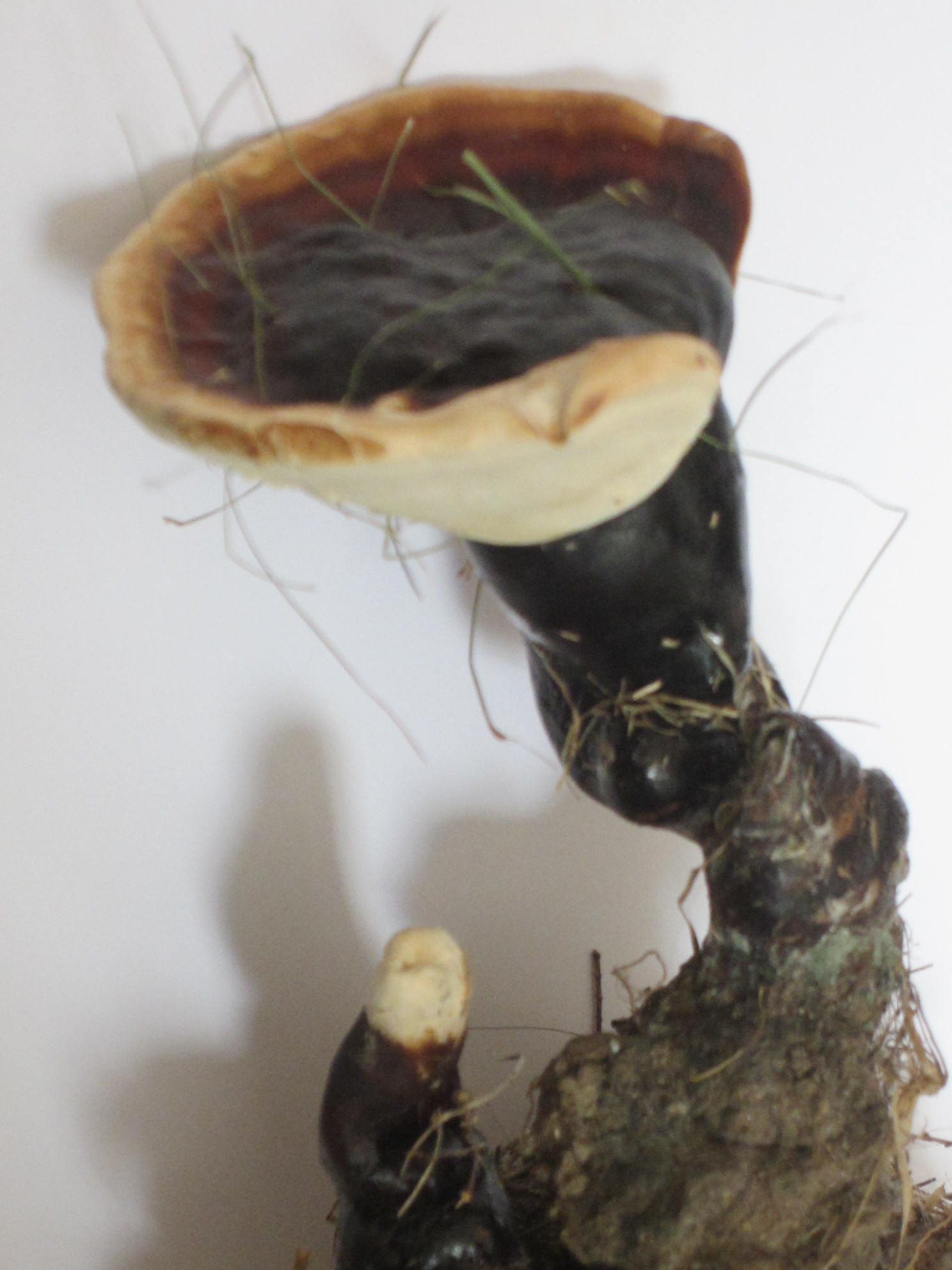
Ganoderma lucidum

Ganoderma lucidum (Curtis) P. Karst., Revue mycol., Toulouse 3(no. 9): 17 (1881)., è un fungo parassita oppure saprofita che predilige il legno di quercia o castagno; è conosciuto in Cina per le sue proprietà officinali, in quanto, secondo alcuni, conterrebbe principi attivi in grado di regolare il livello di colesterolo, la glicemia e di agire positivamente sull'aritmia cardiaca.
In Cina è conosciuto col nome di lingzhi mentre in Giappone con l'appellativo di reishi (霊芝?).

## Descrizione della specie
Cappello
Del diametro fino a 15 cm, circolare, reniforme o a ventaglio, con gambo verticale od obliquo, superficie lucida-laccata oppure opaca in età molto avanzata, color bruno-rossastra, con orlo del cappello giallastro, spesso con striature concentriche che gli conferiscono un aspetto zonato.
Tubuli
Corti, alti 10-20 mm, bianchi e poi giallastri.
Pori
Piccoli, con diametro di 0,2-0,3 mm, in numero di 4-5 per mm, rotondi-irregolari, bianco-giallastri.
Gambo
Quasi sempre eccentrico, concolore al cappello o più scuro, di dimensione variabile 15-30 cm, noduloso, lucido, raramente assente.
Carne
Elastica, poi coriacea, legnosa ma non troppo, quasi rugginosa.
- Odore: leggero, gradevole, di tannino.
- Sapore: legnoso, tannico.

In età avanzata può essere soggetto all'attacco di tarli che lo riducono praticamente in polvere.

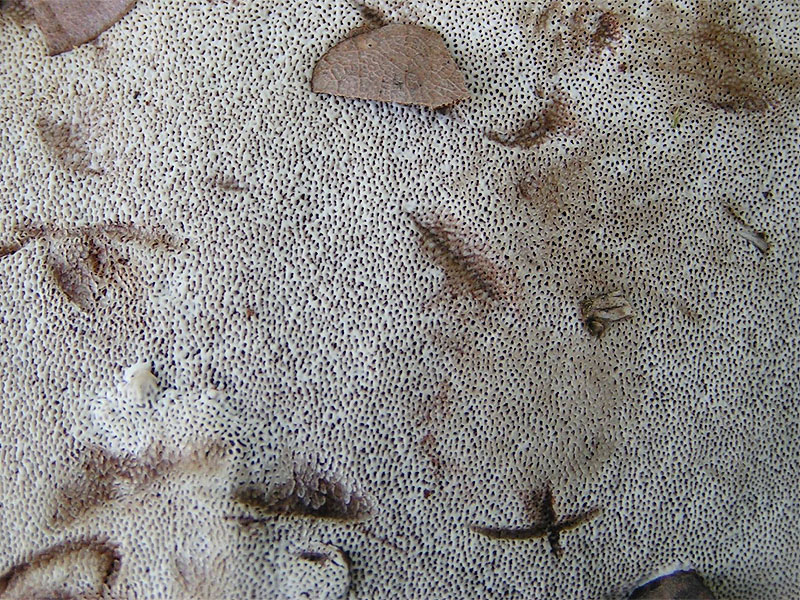
Pori in dettaglio

## Microscopia
SporeBrunastre in massa, ovoidali, con l'apice tronco, verrucose, 9-11,5 x 6-9 µm.
Basidiclaviformi, tetrasporici.

## Habitat
Fungo saprofita, cresce in primavera inoltrata, estate ed autunno, su ceppi di latifoglie specialmente di quercia e di castagno, talvolta anche di olivo.

## Commestibilità
Il fungo non risulta essere immediatamente commestibile: agli scopi di cura, infatti, si utilizza una polvere essiccata.

## Biochimica

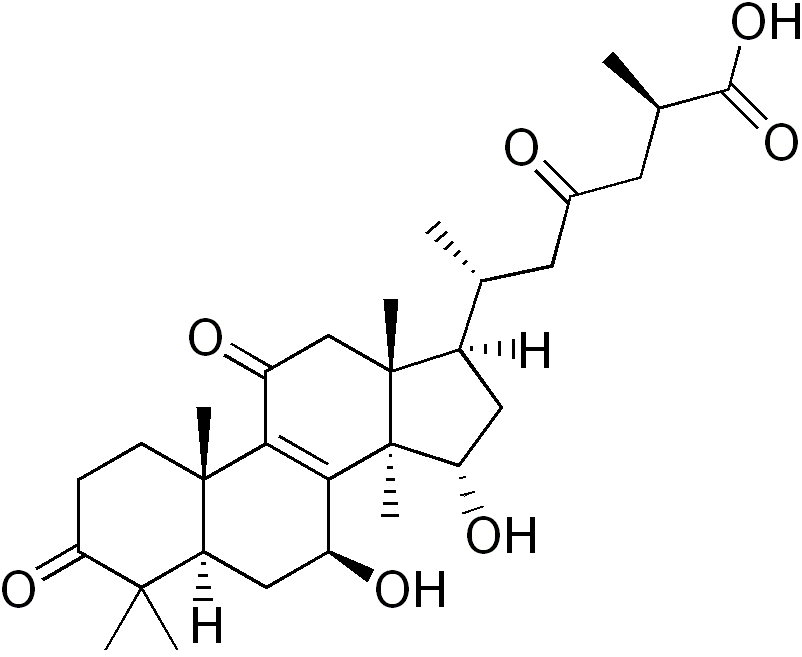
Acido ganoderico A, molecola isolata dal G. lucidum

Il G. lucidum produce un gruppo di triterpeni chiamati acidi ganoderici, che hanno una struttura molecolare simile agli ormoni steroidi. e contiene altri composti presenti spesso nei funghi, quali polisaccaridi (β-glucano), cumarina, mannitolo e alcaloidi.

## Medicina
In Cina e in Giappone viene coltivato sin dall'antichità, essiccato e poi ridotto in polvere; è adoperato per la preparazione di decotti, unguenti, liquori oppure viene semplicemente trasformato in compresse; secondo la tradizione, non supportata da evidenze scientifiche, possiederebbe proprietà officinali.
Alcuni studi in vitro hanno evidenziato, preliminarmente, un possibile ruolo dei triterpeni fungini di tipo anti-infiammatorio e di tipo citotossico oncologico.

## Etimologia
Dal latino lucidum, lucido, per il suo aspetto lucido, brillante, quasi laccato.

## Sinonimi e binomi obsoleti
- Agarico-igniarium trulla Paulet, Traité Champ., Atlas 2: 95 (1793)
- Agaricus lignosus Lam., Encyclopédie Méthodique Botanique (Paris) 1: 51 (1783)
- Agaricus pseudoboletus Jacq., Misc. Austriaca: 26, t. 41 (1778)
- Boletus castaneus Weber, Suppl. Fl. hols.: 13 (1787)
- Boletus crustatus J.J. Planer, Ind. Pl. erfurt. Fung. add.: 23 (1788)
- Boletus dimidiatus Thunb., Flora japonica (1784)
- Boletus flabelliformis Leyss., Florae halensis: 219 (1761)
- Boletus laccatus Timm, Fl. Megapol. Prodr.: 269 (1788)
- Boletus lucidus Curtis, Fl. Londin.: 72 (1781)
- Boletus rugosus Jacq., Fl. austriac. 2: 44 (1774)
- Boletus verniceus Brot., Fl. lusit. 2: 468 (1804)
- Boletus vernicosus Bergeret, (1783)
- Fomes japonicus (Fr.) Sacc., Sylloge fungorum (Abellini) 6: 156 (1888)
- Fomes lucidus (Curtis) Cooke, Nov. Symb. Myc.: 61 (1851)
- Ganoderma japonicum (Fr.) Sawada, Rep. Govt Res. Inst. Dep. Agric. Formosa 51: 76 (1931)
- Ganoderma mongolicum Pilát, Annales Mycologici 68: 78 (1940)
- Ganoderma nitens Lázaro Ibiza, Revta R. Acad. Cienc. exact. fis. nat. Madr. 14: 104 (1916)
- Ganoderma ostreatum Lázaro Ibiza, Revta R. Acad. Cienc. exact. fis. nat. Madr. 14: 110 (1916)
- Ganoderma pseudoboletus (Jacq.) Murrill, Bull. Torrey bot. Club 29: 602 (1902)
- Grifola lucida (Curtis) Gray, A Natural Arrangement of British Plants (London) 1: 644 (1821)
- Phaeoporus lucidus (Curtis) J. Schröt., Kryptogamenflora der Schweiz 3: 491 (1888) [1889]
- Placodes lucidus (Curtis) Quél., Fl. mycol. (Paris): 399 (1888)
- Polyporus japonicus Fr., Epicrisis systematis mycologici (Uppsala): 442 (1838) [1836]
- Polyporus laccatus (Timm) Pers., Mycol. eur., Section 1 (Erlanga) 2: 54 (1825)
- Polyporus lucidus (Curtis) Fr., Systema mycologicum (Lundae) 1: 353 (1821)
- Scindalma japonicum (Fr.) Kuntze, Revis. gen. pl. (Leipzig) 3: 518 (1898)